# Govenia ciliilabia
Govenia ciliilabia är en orkidéart som beskrevs av Oakes Ames och Charles Schweinfurth. Govenia ciliilabia ingår i släktet Govenia och familjen orkidéer. Inga underarter finns listade i Catalogue of Life.